# Чернозёмовка (деревня)
Чернозёмовка — деревня в составе Дашковского сельсовета Могилёвского района Могилёвской области Республики Беларусь.

## Географическое положение
Ближайшие населённые пункты: Красница-1, Тумановка, Селец, Солтановка.